# Heilig-Geist-Gymnasium (Menden)
Das Heilig-Geist-Gymnasium war ein Gymnasium in Menden (Sauerland). Es bestand seit den 1930er-Jahren und wurde 2015 aufgelöst.

## Geschichte
Der katholische Orden der Spiritaner gründete die Schule in den 1930er-Jahren. Bereits 1938/39 wurde die Schule auf Betreiben der NS-Reichsregierung wieder aufgehoben und in ein Lazarett umgewandelt. Nach dem Zweiten Weltkrieg bemühten sich die Ordensgeistlichen um eine baldige Wiedereröffnung. Zunächst teilte sich das Gymnasium auf zwei Standorte auf. Während in Menden die vier oberen Klassen (Untersekunda bis Oberprima) unterrichtet wurden, erfolgte der Unterricht der fünf unteren Klassen (Sexta bis Obertertia) in Knechtsteden. Am 1. August 1977 zog sich die Ordensgemeinschaft aus der Trägerschaft der Schule zurück und übergab diese an die Stadt Menden. Am 16. Juli 2013 beschloss der Rat der Stadt Menden die Auflösung der städtischen Gymnasien, nämlich des Heilig-Geist-Gymnasiums und des Walram-Gymnasiums zum Schuljahresende 2014/15. Beide Gymnasien wurden zum 31. Juli 2015 aufgelöst und gingen im neu gegründeten Gymnasium an der Hönne auf.